# USS LST-35
O USS LST-35 foi um navio de guerra norte-americano da classe LST que operou durante a Segunda Guerra Mundial.